# Ducado de Roa
El ducado de Roa supuestamente fue un título nobiliario español entregado por los Reyes Católicos en 1492 a favor de María de Velasco y Mendoza, hija de Pedro Fernández de Velasco y Manrique de Lara, II conde de Haro y VI Condestable de Castilla, y de su mujer Mencía de Mendoza, hija de los primeros marqueses de Santillana.
Respecto a su concesión y fecha, no existe documento alguno sobre el hecho, ni tampoco otros en los que se la nombre con el referido título. La hipotética titular de esta dignidad, María de Velasco, contrajo primeras nupcias con Juan Pacheco, I marqués de Villena, y una vez fallecido este, le fue concertado segundo y último matrimonio con Beltrán de la Cueva, I duque de Alburquerque, por lo que estuvo casada con los dos españoles más poderosos y autorizados que hubo en su época.
Su denominación hace referencia a la villa de Roa, en la provincia de Burgos (Castilla y León).

## Historia

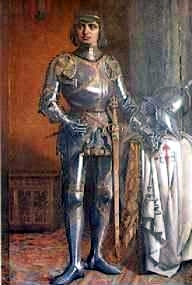
Retrato idealizado de Beltrán de la Cueva, I duque de Alburquerque, segundo esposo de María de Velasco, I duquesa de Roa.

El ducado de Roa tiene como antecedente la donación de la villa de Roa que Enrique IV de Castilla hizo a Beltrán de la Cueva en 1464 tras su renuncia al Maestrazgo de la Orden de Santiago. Cuando Beltrán de la Cueva contrajo tercer y último matrimonio en su villa de Cuéllar en el año 1482 con María de Velasco, se comprometió en las capitulaciones matrimoniales que su villa de Mombeltrán sería heredada por el primer hijo varón que naciera del enlace, mientras que a la primera hembra la correspondería la de Torregalindo, para lo cual ambos esposos instituyeron sendos mayorazgos.
Tras la muerte de Beltrán, su viuda no se conformó con lo que había establecido con su difunto marido, por lo que intentó tomar las villas de Cuéllar y Mombeltrán por la fuerza, hasta que el heredero, Francisco Fernández de la Cueva y Mendoza, II duque de Alburquerque, intentando evitar mayores problemas, solicitó la intercesión del Condestable de Castilla y del cardenal Pedro González de Mendoza, ambos tíos de su madrastra. Finalmente Francisco, obligado por los Velasco, cedió sus derechos sobre la villa de Roa en favor de María, con el fin de evitar la pérdida de Cuéllar, su posesión más preciada.
De este modo el señorío de la villa de Roa pasó a manos de María de Velasco, que pasó a titularse en 1492 duquesa de Roa. Fallecida esta en 1504, el título quedaría extinguido y la propiedad de la villa pasó a manos de Gabriel de la Cueva y Velasco, primer hijo habido del maestre Beltrán en ella.
Pedro de Salazar y Mendoza (1549-1629) argumenta en su obra que los Reyes Católicos «dieron título de duquesa de Roa a doña María de Velasco, mujer tercera de don Beltrán de la Cueva, Duque de Alburquerque, por honralla en su viudez, y ella muerta cesó el título». Por otro lado, el historiador Francisco Fernández de Béthencourt, en el estudio publicado sobre la Casa de la Cueva, argumenta a favor de la concesión con las siguientes líneas «así está titulada en la escritura que otorgó en Valladolid el 19 de julio de 1494 [...] y en ella se dice: Yo la duquesa doña María de Velasco, mujer que fui del ilustre y magnífico don Beltrán de la Cueva, Duque de Alburquerque» pero en ningún caso aparece la denominación de Roa, sino que puede hacer referencia a su condición de duquesa viuda de Alburquerque, pues así aparece en todos los documentos existentes desde que enviudó, momento en el que Salazar y Mendoza asegura le fue otorgado el ducado de Roa, villa de la que únicamente figura como señora en la documentación medieval.
El historiador Jaime de Salazar y Acha sostiene que son varios los casos similares, y considera que «puede que estas denominaciones no fueran más que fórmulas de cortesía para mencionar a estas señoras [...] por tanto, mientras no aparezcan otros datos documentales consideramos que tales ducados no existieron en realidad, o que se debieron de limitar a tratamientos de cortesía».